# Rajd Mazurski 1971
4. Rajd Mazurski – 4. edycja Rajdu Kormoran. Był to rajd samochodowy rozgrywany od 5 do 6 marca 1971 roku. Była to pierwsza runda Rajdowych Samochodowych Mistrzostw Polski w roku 1971. Rajd składał się z dziesięciu odcinków specjalnych (wyniki dwóch OS-ów anulowano z powodu zamarzających stoperów) i 1 próby szybkości płaskiej. Został rozegrany na nawierzchni asfaltowej i szutrowej. Zwycięzcą rajdu został Włodzimierz Markowski.

## Wyniki końcowe rajdu[1][2]
| Miejsce | Kierowca              | Pilot               | Samochód              | Czas | Strata | Grupa Klasa |
| ------- | --------------------- | ------------------- | --------------------- | ---- | ------ | ----------- |
| 1       | Włodzimierz Markowski | Jacek Stawiński     | Porsche 912           |      | -      | 8           |
| 2       | Marek Varisella       | Zbigniew Dziadura   | Polski Fiat 125p 1300 |      |        | 7           |
| 3       | Adam Smorawiński      | Zbigniew Staszyszyn | BMW 2002 Ti           |      |        | 9-13        |
| 4       | Lelio Lattari         | Jacek Różański      | Alfa Romeo 1750 GTV   |      |        | 8           |
| 5       | Jerzy Landsberg       | Wiesław Mrówczyński | Polski Fiat 125p 1500 |      |        | 8           |
| 6       | Ryszard Kopczyk       | Ryszard Piątek      | Polski Fiat 125p 1500 |      |        | 8           |
| 7       |                       |                     |                       |      |        |             |
| 8       | Janusz Wojtyna        | Bronisław Czekała   | BMW 2002 Ti           |      |        | 9-13        |